# Escape Dead Island
Escape Dead Island — приключенческая компьютерная игра в жанре Survival horror, которая разработана компанией Fatshark для PS3, X360 и PC. Издателем игры выступает компания Deep Silver. Игра анонсирована 1 июля 2014 года. Релиз состоялся 18 ноября 2014 года для Северной Америки. В России игра была выпущена компанией Бука 12 ноября 2014 года.

## Сюжет
События игры разворачиваются в промежутке между Dead Island и Dead Island 2. На плечи игроков обрушивается судьба молодого документального журналиста Клифа Кэйло (Cliff Calo), отправившегося на остров Нарапела, чтобы понять, откуда возник вирус, превративший всех обитателей острова в отвратительных полуразложившихся зомби, и который в итоге распространится гораздо дальше по миру. Компания Fatshark, ответственная за разработку проекта, обещает, что игра подробно опишет, откуда возник вирус.
Как заявил продюсер игры Алекс Топланский (Alex Toplansky), Escape Dead Island — это одиночная мистическая игра с элементами симулятора выживания, «новый вид» на вселенную Dead Island. В отличие от главных героев других игр серии Dead Island, наш несчастный журналист не обладает иммунитетом к вирусу, поэтому ему предстоит по большей части избегать стычек с носителями заразы. Предполагается, что ввиду данных обстоятельств игрокам придётся больше времени проводить, избегая зомби, нежели вступая с ними в открытый контакт.
Бонусом для тех, кто сделал предварительный заказ в Steam, является специальный ключ на beta-версию игры Dead Island 2.

## Геймплей
В отличие от предыдущих игр, Escape Dead Island выполнена от третьего лица с комиксовой графикой. Так же игра больше рассчитана на тактику и стратегию (прятаться от зомби, просчитывать путь своего движения и т. д.) а не в экшн, в отличие от предыдущих игр.

## Отзывы
| Сводный рейтинг       | Сводный рейтинг           |
| Агрегатор             | Оценка                    |
| --------------------- | ------------------------- |
| GameRankings          | PC: 44,71 % X360: 39,20 % |
| Иноязычные издания    |                           |
| Издание               | Оценка                    |
| IGN                   | 68 %                      |
| Русскоязычные издания |                           |
| Издание               | Оценка                    |
| PlayGround.ru         | 5,5/10                    |
| Riot Pixels           | 40 %                      |